# Итон, Альфред Эдвин
Альфред Эдвин Итон (англ. Alfred Edwin Eaton; 1 декабря 1844, Литтлбреди, — 23 марта 1929) — английский священник, ботаник и энтомолог. Известен как специалист по систематике подёнок.

## Биография
Родился 1 декабря 1844 года в Литтлбреди в графстве Дорсет. Получил степень бакалавра (1868) и магистра (1871) в Кембриджском университете, после его окончания стал викарием городе Ашборн в графстве Дербишир. С 1877 по 1879 год был членом совета Энтомологического общества Лондона. C 1887 по 1892 был викарием в Шептон Монтегю в графстве Сомерсет. Умер 23 марта 1929 года.

## Научные достижения
В 1873 году участвовал в должности врача в экспедиции на Шпицберген под руководством Бенджамина Ли Смита. В ходе экспедиции Итон изучал рыб, млекопитающих и птиц, а также собирал коллекцию насекомых, морских беспозвоночных и растений. По этим материалам были описаны несколько новых видов, в том числе бабочка Plutella polaris, водоросли Amphora eatoniana и Amphora leighsmithiana.
В 1874—1875 годах совершил поездку на острова Кергелен и мыс Доброй Надежды. В окрестностях Кейптауна он собрал коллекцию лишайников и грибов по которой было описано 34 новых видов лишайника и шесть видов грибов, два из них (Daedalea eatonii и Galera eatonii) были названы в честь Итона. На Кергелене Итон обнаружил 170 видов животных и 277 видов растений. Сам он описал эндемичную бескрылую муху Calycopteryx mosleyi.
Личная коллекция насекомых Итона после его смерти была передана Британскому музею.

## Публикации
- Eaton A. E. Notes on the fauna of Spitsbergen (англ.) // The Zoologist. — 1873. — No. 8. — P. 3762–3771.
- Eaton A. E. First report of the naturalist attached to the Transit-of-Venus expedition to Kerguelen’s Island, December 1874 (англ.) // Proceedings of the Royal Society of London. — 1875. — No. 23. — P. 351–356.
- Eaton A. E. Breves Dipterarum uniusque Lepidopterarum insulae Kerguelensi indigenarum diagnoses (англ.) // Entomologists Monthly Magazine. — 1875. — No. 12. — P. 58–61.
- Eaton A. E. A list of plants collected in Spitzbergen in the summer of 1873, with their locations (англ.) // Journal of Botany: British and Foreign. — 1876. — No. 14. — P. 41–44.
- Eaton A. E. The collections from Kerguelen Island. Introductory notes (англ.) // Philosophical Transactions of the Royal Society of London. — 1879. — No. 168. — P. 1–8.
- Eaton A. E. A revisional monograph of recent Ephemeridae or mayflies. — London, 1883—1888. — 352 с. — (Transactions of the Linnean Society of London Sec. Ser. Zool. Vol. 3).